# Vásárosfalu
Vásárosfalu község Győr-Moson-Sopron vármegyében, a Kapuvári járásban.

## Fekvése
Magyarország északnyugati részén, a Rábaközben, a kapuvári sík kistájon helyezkedik el. A Rába folyótól 4 kilométerre északra, Kapuvártól 18 kilométerre délkeletre, Csornától pedig 25 kilométerre délnyugatra fekszik.
Éghajlata mérsékelten meleg és az ország nagyobb részének átlagához képest csapadékosabb (636 mm).

### Megközelítése
A település két legfontosabb közúti megközelítési útvonala a 86-os főút és az M86-os autóút (az előbbi az északi határszélét érinti, utóbbi végighalad a külterületei közt, sőt csomópontja is van itt), ezeken érhető el a legegyszerűbben az ország távolabbi részei felől.
Központját viszont csak a Páli-Edve felől idáig húzódó 8427-es, illetve a Beled-Rábakecöl közti 8428-as utak érintik, a környező kisebb települések felől ezek valamelyikén érhető el. Külterületeit egy rövid szakaszon érinti még a Kapuvár-Celldömölk közti 8611-es út is.
A buszközlekedés jó, sűrűn indulnak járatok a szomszédos városokba.
Vasútvonal nem érinti, a legközelebbi vasúti csatlakozási lehetőség a Hegyeshalom–Porpác-vasútvonal Beled vasútállomása, a névadó település nyugati részén, a falutól mintegy 3 kilométerre.

## Története és mai élete
* Egy 1381. július 24-én kelt oklevél említi először a települést Németfalu néven
A település területén talált római kori pénzek és a népvándorlás kori lelet jelzi, hogy régóta lakott hely lehetett. A középkorban az Osl nemzetség birtokaként tűnik fel a falu. Herbort, a nemzetség egyik tagja, IV. Béla engedélyével emelt várat a Linkó mellett, amit ma Keszeg-érnek neveznek. Első írásos említése 1381-ben a győri káptalannál készült oklevélben maradt fenn. Ebben mint Németfalut említik, amit az Osl család tagjai egymásnak zálogba adtak.
* A 16. században a Kanizsaiak, majd a sárvári Nádasdyak 1681-től az Esterházyak a környék legfőbb birtokosai
A későbbi oklevelekben, hol Németfalu, hol Vásárosfalu megjelöléssel szerepel. 1439-ben Ostfy János, az Osl nemzetség leszármazottja 10 jobbágytelket és a Rábán lévő malmot a csornai prépostságnak adományozta. A XV. század első felében a falu a Kanizsaiak birtokába került. 1536-ban házasság útján Nádasdy Tamás szerzi meg. Nádasdy Ferenc kivégzése után 10 évre a kincstár kezelésébe került, végül 1681-től az Eszterházy-család birtokolta.
1945-ben megalakult a földosztó bizottság és a miklósmajori Esterházy-birtokból 31 főnek osztottak földet. A faluban működő pártok közül a Nemzeti Parasztpárt volt a legerősebb, utána a Független Kisgazdapárt rendelkezett a legnagyobb tagsággal. Az 1950-es évek agrárpolitikája, a kötelező beszolgáltatás erősen sújtotta a lakosságot. A gazdák közül 9 családot minősítettek kuláknak. 1955-ben Takács Gyula vezetésével megalakult a helyi Nemzeti Bizottság. Ekkor egy teherautónyi élelmiszert gyűjtöttek össze és küldtek a fővárosba a falu lakói. Fegyveres összecsapásra nem került sor. 1959-ben az újabb téeszesítés során alakult meg 86 taggal a Rákóczi Mezőgazdasági Szövetkezet 516 kh földterületen. Kezdetben az állatállományt magánistállókban helyezték el és csak 1961-ben épült meg a téesz saját istállója. 1962-ben a vásárosfalui és a rábakecöli téesz összevonásával megalakult a Rábamenti Termelőszövetkezet. Az 1950-es években megindult a fiatalok városokba költözése, ami az urbanizáció hatásaként tovább erősödött. Amikor az összevont téesz meg-alakult, az aktív tagok száma már 10-15 főre csökkent. Jelenleg 152-en élnek a faluban. A népesség életkor szerinti megoszlása is kedvezőbben alakult, mivel a fiatalok és az aktív keresők együttes száma felülmúlja a nyugdíjasok számát. A faluban 85 evangélikus és 69 katolikus él.
* A második világháború során a lakosság megtizedelődött
1950-ig a falu önálló közigazgatással rendelkezett. Ekkor összevonták Edvével és megalakult az Edve Vásárosfalu Közös Tanács Edve székhellyel. 1966-tól a két falu Rábakecöllel alkotott közös tanácsot. Végül 1973-ban a Beled Nagyközség Közös Tanácsának társközsége lett. 1990-ben az ön-kormányzati választások nyomán, Vásárosfalu újra önálló lett és Beled, Dénesfa és Edve községekkel közös körjegyzőséget hozott létre. A megalakuló önkormányzatot független és kisgazdapárti képviselők alkották. A kisgazdapárt helyi szervezetének megszűnése után a falu ügyeit függetlenek intézik. Az önkormányzat nehéz körülmények között gazdálkodik. A lakosok alacsony jövedelme miatt helyi adó bevezetésére jelenleg nincs lehetőség. A költségvetés a működtetést és minimális fejlesztést teszi lehetővé. A közeljövő feladata a közművesítés miatt megrongálódott utak helyreállítása és játszótérépítés. A falu fejlődését a falusi turizmus feltételeinek megteremtése és kiaknázása biztosíthatná. Ennek érdekében tervezik az utak korszerűsítését, kerékpárút építését, kemping és egy szabadidő központ megvalósítását. A fiatalok letelepedését kedvezményes telekvásárlással és lakásvásárláshoz nyújtott pénzügyi támogatással segítik. Vásárosfalu a Kis-Rábamenti Térségfejlesztési Társulásnak, valamint a Kapuvárt és környékét összefogó Turisztikai Egyesületnek tagja.
* 1990-től ismét önálló település
1874-ben épült meg a község iskolája, ahol az alsó tagozatosok tanultak, míg a felsősök Beledre jártak. 1969-ben megszüntették az iskolát és ettől kezdve a gyerekek Rábakecölbe jártak iskolába és óvodába. A volt iskolaépület jelenleg evangélikus imaház. 1962-ben adták át a kultúrházat, amit 1992-ben, az igényeknek megfelelően, kibővítettek. Itt kapott helyet a 2000 kötetes könyvtár, az orvosi rendelő, az idősek klubszobája, valamint az önkormányzati iroda. 1956-ban bevezették a villamos áramot. A házak legnagyobb részébe bekötötték a vízvezetéket. Befejeződött a föld-gáz bevezetése és a háztartások 87%-át kapcsolták rá. A lakások felébe bevezették a telefont, 1994-ben korszerű digitális telefonrend-szerbe kapcsolták a települést. Folyamatban van a szennyvízcsatorna építése. Megoldott a szilárd hulladék összegyűjtése és szállítása.
A megélhetést, hosszú időn keresztül, a mezőgazdaság biztosította. Az 1990-es években a kárpótlás során a község külterületét alkotó 386 hektárból 210 hektár került magántulajdonba. Jelenleg 2 családi mezőgazdasági vállalkozás működik. 13-an továbbra is a termelőszövetkezetben dolgoznak. A falu többi lakója számára a földművelés, állattartás, kertészkedés jövedelemkiegészítésnek számít. Jelenleg búza, tavaszi árpa, cukorrépa termesztése folyik. A 70-es évektől terjedt el az uborkatermesztés. Vállalkozók bérlik a beledi ÁFÉSZ tulajdonában lévő élelmiszer- és italboltot. Az említetteken kívül egyéb munkalehetőség nincs, ezért az aktív dolgozók nagy része a megye városaiba jár dolgozni.
A művelődést, kikapcsolódást a könyvtár és a kultúrház szolgálja. Kirándulóknak, horgászoknak a Rába közeli hullámtere és a környéki bányatavai nyújtanak lehetőséget. A faluban az orvos minden héten kedden rendel, más napokon Rábakecölbe kell menni. A védőnő Beledben, az állatorvos pedig Rábakecölben működik. Vásárosfalu lakossága aktívan részt vesz a közéletben. Egy évben több rendezvényt és ünnepséget is tartanak (farsangi bál, anyák napi műsor, karácsonyi gyermekműsor). Az egész falut megmozgatja a hagyományos Szentháromság napi búcsú. Számos régi hagyományt és játékot is megőriztek. Így például a húsvéti locsolást, tojásdobást, bilickézést (métázás), a cakkozást (vonalra dobás).

## Közélete

### Polgármesterei
- 1990–1994: Molnár Sándor (FKgP)[2]
- 1994–1998: Molnár Sándor (független)[3]
- 1998–2002: Molnár Sándor (független)[4]
- 2002–2006: Molnár Sándor (független)[5]
- 2006–2010: Molnár Sándor (független)[6]
- 2010–2014: Molnár Sándor (Fidesz-KDNP)[7]
- 2014–2019: Molnár Sándor (Fidesz-KDNP)[8]
- 2019–2024: Molnár Sándor (Fidesz-KDNP)[9]
- 2024–2025: Takács Ottó (független)[10]
- 2025-től: Molnár Balázs (független)

A településen 2025. augusztus 10-én időközi polgármester-választást (és képviselő-testületi választást) kellett megtartani. A választás oka: az előző képviselő-testület néhány hónappal korábban feloszlatta magát.

## Népesség
A település népességének változása:
| Lakosok száma | 163  | 157  | 146  | 163  | 147  | 142  | 144  |
|               | 2013 | 2014 | 2015 | 2021 | 2022 | 2023 | 2024 |

A 2011-es népszámlálás során a lakosok 91,6%-a magyarnak, 0,6% horvátnak, 1,9% németnek mondta magát (8,4% nem nyilatkozott; a kettős identitások miatt a végösszeg nagyobb lehet 100%-nál). A vallási megoszlás a következő volt: római katolikus 39,4%, református 0,6%, evangélikus 41,3%, felekezeten kívüli 3,2% (14,2% nem nyilatkozott).
2022-ben a lakosság 92,5%-a vallotta magát magyarnak, 2% németnek, 1,4% horvátnak, 0,7% lengyelnek, 2,7% egyéb, nem hazai nemzetiségűnek (6,1% nem nyilatkozott; a kettős identitások miatt a végösszeg nagyobb lehet 100%-nál). Vallásuk szerint 34,7% volt evangélikus, 30,6% római katolikus, 0,7% református, 1,4% egyéb katolikus, 3,4% felekezeten kívüli (29,3% nem válaszolt).

## Látnivalók
- evangélikus imaház és harangláb
- katolikus templom
- parasztbarokk lakóház